# NGC 565
NGC 565 (również PGC 5481 lub UGC 1052) – galaktyka spiralna (Sa), znajdująca się w gwiazdozbiorze Wieloryba. Odkrył ją George Mary Searle 2 listopada 1867 roku.